# Sveti Jošt nad Kranjem
Sveti Jošt nad Kranjem (tudi samo Sv. Jošt ali Jošt) je vzpetina in naselje v Mestni občini Kranj ter priljubljena izletniška točka pohodnikov.
Na vrhu 847 metrov visokega hriba se nahaja cerkev sv. Jošta, ki je zgrajena v baročnem slogu. Na Joštu so poleg cerkve še gostišče, Krekov dom, Finžgarjev dom, kapela Marije Snežne ter taborniški dom Puščava. Na Jošt je možen dostop iz Kranja po asfaltirani cesti skozi vasi Pševo in Javornik. Peš se je možno na vrh podati z različnih smeri (Pševo, Zabukovje, Rakovica, Besnica ...)

## Zgodovina
Na pobočju Jošta naj bi bile prve naselbine v času železne dobe, našli so tudi ostanke urejenih selišč. Sveti Jošt se prvič omenja leta 973 v darilni listini Otona II. freisinškim škofom, ki so obvladovali loško gospostvo. Med kranjsko in loško mestno upravo je prihajalo do sporov za pašne pravice na Joštu, ki si so gi lastili tako Kranjčani kot Ločani. Z daritvijo je tako Oton II. rešil spor in ozemlje je vse do leta 1803, ko je konec loškega gospostva, spadalo pod upravo freisinških škofov.
Še pred letom 1600 so na Joštu postavili prvo gotsko cerkev, ki pa je bila manjša kot današnja. Okrog leta 1600 so cerkev prezidali, v času romanja na Jošt pa so temeljito predelali in barokizirali. Ob koncu 18. stoletja pa se je začel zaton šentjoške cerkve in leta 1786 so jo nameravali celo podreti. Vasi pod Joštom so istega leta zaprosile za samostojno duhovnijo pri sv. Joštu, a do ustanovitve ni prišlo.
Za slavo sv. Jošta je v veliki meri zaslužen duhovnik Simon Vačavnik. V njegovem času je cerkev dobila svete stopnice. V ta namen je Vačavnik dvakrat romal v Rim po kamenčke iz originalnih svetih stopnic. Prvič se je vrnil brez uspeha, drugič pa je papež prošnji le ugodil.
Na prelomu iz 16. v 17. stoletje so pod vrhom gore zgradili nadstropno zidano hišo, imenovano Puščava z zanimivimi freskami na njej. 
Blizu stojita tudi dve kapelici:
- Kapelica pri Svetem studencu - zgrajena v času romanja na Jošt. Romarji so se tu odžejali, pomolili in nadaljevali pot na vrh.
- Kapelica pri Puščavi - vanjo so romarji polagali lesene križce, ki so jih naredili med potjo.

Leta 1899 je na gori služboval pisatelj in duhovnik Fran Saleški Finžgar. Na gori je dokončal pisanje družabnega romana Kvišku.
Pred 1. svetovno vojno je Janez Evangelist Krek, pisec Majniške deklaracije, na Joštu prirejal socialna srečanja za izobražence.
Na vrhu gore je nekoč stala tudi velika mežnarija, dom za prenočevanje romarjev in duhovnikov. 11. julija 1944 so jo razstrelili partizani.
V povojnih letih se je na Joštu začel razvoj smučanja in tako so leta 1950 zgradili Smučarski dom, v katerem je danes gostišče.

### Cerkev
Cerkev sv. Jošta je dvostolpna, dolga 27.40 metra ter široka 12.5 metra. Prvič se omenja okrog leta 1600, čeprav je bila zagotovo zgrajena že prej. V 18. stoletju je bila barokizirana, dodali pa so ji svete stopnice, ki vodijo do kapele Matere Božje. V letih 1730 do 1770 je bil Jošt sloveča božja pot, kasneje pa je slava zamrla.
Cerkev ima bogat pozlačen oltar ter preprost križev pot iz leta 1854, ki ga je izdelal Franc Wissiak. V stranskih oltarjih sta sliki Valentina Metzingerja. Za glavnim oltarjem so še vidni ostanki gotskega prezbiterija.
Žegnjanjska maša je vsako prvo nedeljo po Velikem šmarnu.
V zvoniku se nahaja bronast zvon s Prešernovimi verzi, ki ga je Anton Samassa leta 1834 ulil iz brona topov, potegnjenih iz dna morja, kjer so ležali od bitke pri Navarinu. Poje v glasu des'. Prešernovi verzi pa se glasijo:
"Moj bron je najden bil v dnu morja, ko Turčije

kraljestvo v Heladi končal je Navarin.

Ga kupi romar, ga Samassa v zvon prelije,

glasim zdaj božjo čast iz svet'ga Jošta lin."
Družbo mu delajo še trije novejši zvonovi livarne v Žalcu, ki pojejo v glasovih B°, e' in ges'. Veliki zvon je bil ulit leta 2000 in je s težo 2654 kg najtežji zvon žalske livarne.